# Nado sincronizado no Campeonato Mundial de Esportes Aquáticos de 2015
Os eventos do nado sincronizado no Campeonato Mundial de Esportes Aquáticos de 2015 ocorreram entre 25 de julho e 1 de agosto de 2015 em Cazã na Rússia.

## Calendário
| Julho/Agosto de 2015 | 24 | 25 | 26 | 27 | 28 | 29 | 30 | 31 | 01 | 02 | 03 | 04 | 05 | 06 | 07 | 08 | 09 | T |
| -------------------- | -- | -- | -- | -- | -- | -- | -- | -- | -- | -- | -- | -- | -- | -- | -- | -- | -- | - |
| Nado sincronizado    |    | 1  | 2  | 1  | ●  | 1  | 2  | 1  | 1  |    |    |    |    |    |    |    |    | 9 |

## Eventos
Nove provas foram disputadas.
Horário local (UTC+3).
| Data                | Hora  | Evento                                     |
| ------------------- | ----- | ------------------------------------------ |
| 25 de julho de 2015 | 09:00 | Rotina técnica solo (eliminatórias)        |
| 25 de julho de 2015 | 11:45 | Rotina técnica dueto misto (eliminatórias) |
| 25 de julho de 2015 | 14:00 | Rotina técnica por equipes (eliminatórias) |
| 25 de julho de 2015 | 17:30 | Rotina técnica solo (final)                |
| 26 de julho de 2015 | 09:00 | Rotina técnica duetos (eliminatórias)      |
| 26 de julho de 2015 | 14:00 | Rotina livre combinação (eliminatórias)    |
| 26 de julho de 2015 | 17:30 | Rotina técnica por equipes (final)         |
| 26 de julho de 2015 | 19:15 | Rotina técnica dueto misto (final)         |
| 27 de julho de 2015 | 09:00 | Rotina livre solo (eliminatórias)          |
| 27 de julho de 2015 | 17:30 | Rotina técnica por equipes (final)         |
| 28 de julho de 2015 | 09:00 | Rotina livre duetos (eliminatórias)        |
| 28 de julho de 2015 | 11:45 | Rotina livre dueto misto (eliminatórias)   |
| 28 de julho de 2015 | 17:30 | Rotina livre por equipes (eliminatórias)   |
| 29 de julho de 2015 | 17:30 | Rotina livre solo (final)                  |
| 30 de julho de 2015 | 17:30 | Rotina livre duetos (final)                |
| 30 de julho de 2015 | 19:15 | Rotina livre dueto misto (final)           |
| 31 de julho de 2015 | 17:30 | Rotina livre por equipes (final)           |
| 1 de agosto de 2015 | 17:30 | Rotina livre combinação (final)            |

## Medalhistas
Feminino
| Evento                         | Ouro | Ouro    | Prata | Prata   | Bronze | Bronze  |
| Solo Técnica detalhes          | RUS Svetlana Romashina | 95.2680 | ESP Ona Carbonell | 93.1284 | CHN Sun Wenyan | 91.5479 |
| Solo Livre detalhes            | RUS Natalia Ishchenko | 97.2333 | CHN Huang Xuechen | 95.7000 | ESP Ona Carbonell | 94.9000 |
| Dueto Técnico detalhes         | RUS Natalia Ishchenko Svetlana Romashina | 95.4672 | CHN Huang Xuechen Sun Wenyan                                                                                              | 93.3279 | JPN Yukiko Inui Risako Mitsui | 92.0079 |
| Dueto Livre detalhes           | RUS Natalia Ishchenko Svetlana Romashina | 98.2000 | CHN Huang Xuechen Sun Wenyan                                                                                              | 95.9000 | UKR Lolita Ananasova Anna Voloshyna | 93.6000 |
| Equipe Técnica detalhes        | RUS Vlada Chigireva Mikhaela Kalancha Svetlana Kolesnichenko Liliia Nizamova Alexandra Patskevich Elena Prokofyeva Alla Shishkina Maria Shurochkina Anzhelika Timanina Gelena Topilina                 | 95,7457 | CHN Gu Xiao Guo Li Huang Xuechen Li Xiaolu Liang Xinping Sun Wenyan Tang Mengni Xiao Yanning Yin Chengxin Zeng Zhen       | 94,4605 | JPN Aika Hakoyama Aiko Hayashi Yukiko Inui Kei Marumo Risako Mitsui Kanami Nakamaki Mai Nakamura Kano Omata Asuka Tasaki Kurumi Yoshida | 92,4133 |
| Equipe Livre detalhes          | RUS Vlada Chigireva Darina Valitova Svetlana Kolesnichenko Liliia Nizamova Alexandra Patskevich Elena Prokofyeva Alla Shishkina Maria Shurochkina Anzhelika Timanina Gelena Topilina                   | 98.4667 | CHN Gu Xiao Guo Li Huang Xuechen Li Xiaolu Liang Xinping Sun Wenyan Tang Mengni Xiao Yanning Yin Chengxin Zeng Zhen       | 96.1333 | JPN Aika Hakoyama Aiko Hayashi Yukiko Inui Kei Marumo Risako Mitsui Kanami Nakamaki Mai Nakamura Kano Omata Asuka Tasaki Kurumi Yoshida | 93.9000 |
| Combinação de Rotinas detalhes | RUS Vlada Chigireva Mikhaela Kalancha Darina Valitova Svetlana Kolesnichenko Liliia Nizamova Alexandra Patskevich Elena Prokofyeva Alla Shishkina Maria Shurochkina Anzhelika Timanina Gelena Topilina | 98.3000 | CHN Gu Xiao Guo Li Huang Xuechen Li Mo Li Xiaolu Liang Xinping Sun Wenyan Tang Mengni Xiao Yanning Yin Chengxin Zeng Zhen | 96.2000 | JPN Aika Hakoyama Aiko Hayashi Yukiko Inui Kei Marumo Risako Mitsui Kanami Nakamaki Mai Nakamura Kano Omata Asuka Tasaki Kurumi Yoshida | 93.8000 |

Misto (Masculino e Feminino)
| Evento                 | Ouro                                  | Ouro    | Prata                                 | Prata   | Bronze                              | Bronze  |
| Dueto Técnico detalhes | RUS Aleksandr Maltsev Darina Valitova | 91.7333 | USA Natalia Christina Jones Bill May  | 91.4667 | ITA Manila Flamini Giorgio Minisini | 89.3333 |
| Dueto Livre detalhes   | USA Natalia Christina Jones Bill May  | 88.5108 | RUS Aleksandr Maltsev Darina Valitova | 88.2986 | ITA Manila Flamini Giorgio Minisini | 86.3640 |

## Quadro de medalhas
| Ordem | País           | Medalha de ouro | Medalha de prata | Medalha de bronze | Total |
| ----- | -------------- | --------------- | ---------------- | ----------------- | ----- |
| 1     | Rússia         | 8               | 1                | 0                 | 9     |
| 2     | Estados Unidos | 1               | 1                | 0                 | 2     |
| 3     | China          | 0               | 6                | 1                 | 7     |
| 4     | Espanha        | 0               | 1                | 1                 | 2     |
| 5     | Japão          | 0               | 0                | 4                 | 4     |
| 6     | Itália         | 0               | 0                | 2                 | 2     |
| 7     | Ucrânia        | 0               | 0                | 1                 | 1     |
| Total | Total          | 9               | 9                | 9                 | 27    |